# Girella mezina
Girella mezina és una espècie de peix pertanyent a la família dels kifòsids.

## Descripció
- Pot arribar a fer 45 cm de llargària màxima.[5][6]

## Hàbitat
És un peix marí, associat als esculls i de clima temperat.

## Distribució geogràfica
Es troba al Pacífic occidental: des del Japó fins als mars que voregen la Xina.

## Observacions
És inofensiu per als humans.